# 設楽ダム
座標: 北緯35度05分29秒 東経137度33分23秒 / 北緯35.09139度 東経137.55639度
設楽ダム（したらダム）は、愛知県北設楽郡設楽町内に建設中の重力式コンクリートダムである。

## 概要
愛知県東三河南部地域において、以下の3つの目的で進められている。
- 洪水被害の軽減：大雨の水を一時的に貯めて、豊川沿川地域の洪水被害を軽減する。
- 河川環境の保全（流水の正常な機能の維持）：雨が降った時の水を貯めておき、渇水時に流すことにより、河川の環境を保全する。
- 新規利水：新たな水道用水や農業用水を供給する。

もともと1963年（昭和38年）に電源開発株式会社が発電用ダムとして計画したが、地質が弱いことを理由に計画は消滅した。
1971年（昭和46年）に当時の通産省から揚水発電ダムとして計画されるものの、1973年（昭和48年）に多目的ダムとして総貯水量8000万トン、ロックフィル方式のダムとして当時の建設省や愛知県が計画した。
その後、総貯水量は1億トンに変更され、2008年（平成20年）に「設楽ダムの建設に関する基本計画」が告示されたが、地元住民団体などによる根強い反対運動があった。反対運動では立木トラストも実施している。　　　　　　
2016年（平成28年）、国土交通省から2026年（令和8年）に完成予定であることが明示された。
2022年5月17日開催の設楽ダム建設事業部会において、工期の終期が2026年度から2034年度へ8年遅れること、事業費が約2,400億円から約3,200億円へ800億円増額されることが報告された。

## 歴史
以下の経緯は、主としてによる。
- 1963年（昭和38年） - 電源開発株式会社が発電用ダムとして計画。
- 1973年（昭和48年） - 建設省（当時）や愛知県が、総貯水量8000万トンのロックフィル式ダムとして計画。
- 1978年（昭和53年） - 建設省（当時）が実施計画調査に着手。
- 2009年（平成21年）2月5日 - 国と愛知県、設楽町が設楽ダム建設同意の協定書に調印。
- 2017年（平成29年）6月3日 - 仮排水トンネルを建設する「転流工」着工[10]。